# 0763
0763 è il prefisso telefonico del distretto di Orvieto, appartenente al compartimento di Perugia.
Il distretto comprende la parte occidentale della provincia di Terni e la parte settentrionale della provincia di Viterbo. Confina con i distretti di Siena (0577), di Chianciano Terme (0578) e di Perugia (075) a nord, di Terni (0744) a est, di Viterbo (0761) a sud e di Grosseto (0564) a ovest.

## Aree locali e comuni
Il distretto di Orvieto comprende 15 comuni nell'unica area locale di Orvieto, formata dall'aggregazione degli ex settori di Acquapendente, Fabro e Orvieto. I comuni compresi nel distretto sono: Acquapendente (VT), Allerona, Castel Giorgio, Castel Viscardo, Fabro, Ficulle, Grotte di Castro (VT), Montegabbione, Monteleone d'Orvieto, Onano (VT), Orvieto, Parrano, Porano, Proceno (VT) e San Lorenzo Nuovo (VT).